# Martin-Luther-Medaille (MLV Bayern)
Die Martin-Luther-Medaille war eine Auszeichnung des Martin-Luther-Vereins in Bayern e. V. (MLV), Evang.-luth. Diasporadienst (gegr. 1860), eines Gliedvereins im Martin-Luther-Bund.

## Stiftungszweck
Die Ehrung – eine Medaille in Gold und Silber – wurde 1984 vom Vorstand und Hauptausschuss des MLV „für verdiente Mitarbeiter und Förderer“ der Arbeit des MLV geschaffen. Die Verleihung der Medaille erfolgte "fast jedes Jahr" von 1988 bis 1999 „für Verdienste um die [evangelisch-lutherische] Diaspora“. Die Initiative zur Stiftung der Medaille ging von Pfarrer Hans Roser, dem damaligen Vorsitzenden des MLV, aus.

## Preisträger
Die Auswahl folgt der Zusammenstellung bei Hans Roser.
- 1988:
  - Gold  Friedrich Wüstner, Präses und Mitbegründer der der Evangelisch-lutherischen Kirche Brasiliens (Igreja Evangélica de Confissão Luterana no Brasil – IECLB)[6]
  - Gold  Helmut Kamm, Oberkirchenrat, Finanzreferent der Ev.-Luth. Kirche in Bayern
- 1989:
  - Silber Hans Bär, Pfarrer i. R., Diasporabeauftragter im Dekanat Fürth
  - Silber  Hans Neumeyer, Kirchenrat, Missionsdirektor
  - Silber  Burghard Stark, Pfarrer, Chefredakteur des Sonntagsblatts aus Bayern
  - Gold  Johannes Schlupp, Pastor, Vertreter der IECLB bei der Brasilianischen Bundesregierung
- 1991:
  - Gold  Hans Roser, Pfarrer, MdL Bayern, Vorsitzender des Martin-Luther-Vereins Bayern (1981–2001)
  - Gold Heinrich Herrmanns, Landesbischof der Evangelisch-Lutherischen Landeskirche Schaumburg-Lippe, Stellv. Vorsitzender des MLV
- 1995:
  - Gold  Günter Heidecker, Dekan, Stellv. Vorsitzender des MLV
  - Gold  Udo Hahn, Pfarrer, Leiter des Ressorts „Christ und Welt“ beim Rheinischen Merkur, Bonn
- 1999:
  - Silber  Johannes Rehm, Studentenpfarrer in Bamberg
  - Gold  Gerhard Krodel, Hochschullehrer em. und Joan Anita Krodel
  - Gold  Alfred E. Hierold, Rektor em. der Otto-Friedrich-Universität Bamberg